# Lijst van burgemeesters van Streefkerk
Dit is een lijst van burgemeesters van de voormalige Nederlandse gemeente Streefkerk (provincie Zuid-Holland) tot die gemeente op 1 januari 1986 opging in de gemeente Liesveld.
| Ambtsperiode | Naam burgemeester           | Partij of stroming | Bijzonderheden |
| ------------ | --------------------------- | ------------------ | --- |
| 1812 - 1849  | Eliza Vonck                 |                    | schout/burgemeester van Streefkerk, tevens burgemeester van Peursum (1818?-1844?), Nederslingeland (1818-1842), Bleskensgraaf (1819-1843) en Nieuw-Lekkerland (1819-1842) |
| 1850 - 1853  | Nicolaas Jan Vonck          |                    | eerder/tevens burgemeester van Bleksensgraaf, Nieuw-Lekkerland, Nederslingeland en Peursum                                                                                |
| 1854 - 1891  | Hendrik Gautier (1827-1891) |                    | tevens burgemeester van Bleskensgraaf en Hofwegen (1855-1891) |
| 1891 - 1925  | Pieter Gautier (1863-1929)  |                    | tevens burgemeester van Bleskensgraaf en Hofwegen; zoon van voorganger |
| 1925 - 1963  | J.W.C. Dekking              | ARP                | tevens burgemeester van Bleskensgraaf en Hofwegen; aan het einde van de Tweede Wereldoorlog vervangen door een NSB-burgemeester maar daarna teruggekeerd                  |
| 1964 - 1985  | Aart Dirk Viezee            | ARP / CDA          | tevens burgemeester van Bleskensgraaf en Hofwegen en vanaf 1969 ook van Oud-Alblas; sinds 1982 waarnemend                                                                 |